# Joseph Pamplany

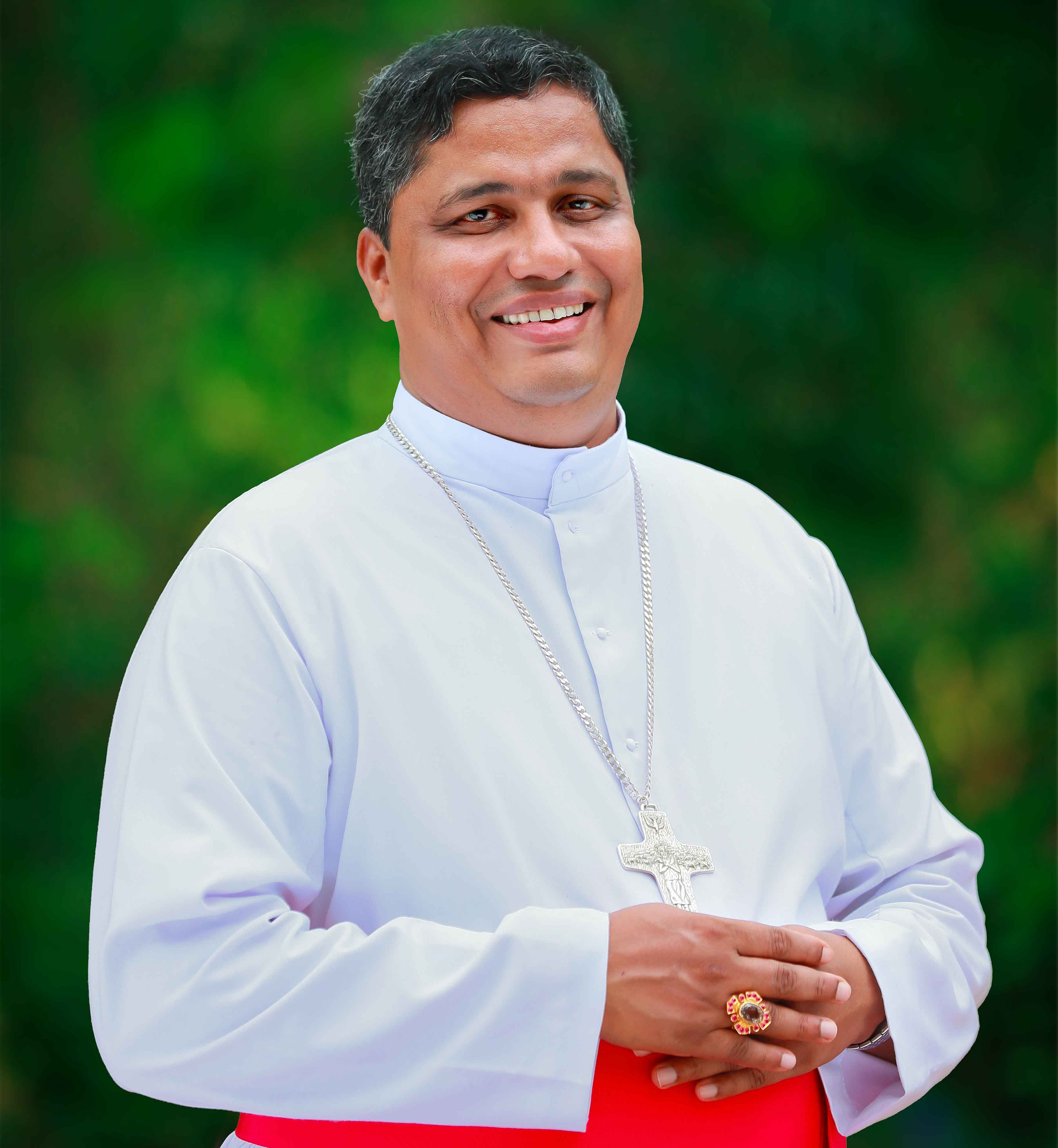
Joseph Pamplany, 2017

Joseph Pamplany (* 11. Dezember 1969 in Charal, Kerala, Indien) ist ein indischer Geistlicher und syro-malabarischer Erzbischof von Tellicherry.

## Leben
Joseph Pamplany empfing am 30. Dezember 1997 durch den syro-malabarischen Erzbischof von Tellicherry, George Valiamattam, das Sakrament der Priesterweihe.
Am 1. September 2017 ernannte ihn Papst Franziskus zum Titularbischof von Numluli und zum Weihbischof in Tellicherry. Der syro-malabarische Erzbischof von Tellicherry, George Njaralakatt, spendete ihm am 8. November desselben Jahres die Bischofsweihe; Mitkonsekratoren waren der emeritierte Erzbischof von Tellicherry, George Valiamattam, und der Bischof von Palai, Joseph Kallarangatt.
Am 15. Januar 2022 wurde seine Wahl zum Erzbischof von Tellicherry durch die Synode der syro-malabarischen Kirche bekanntgegeben. Die Amtseinführung fand am 20. April desselben Jahres statt.
Unter Beibehaltung seines Amts als Erzbischof von Tellicherry wählte ihn die Synode der syro-malabarischen Kirche am 11. Januar 2025 zum großerzbischöflichen Vikar für den Großerzbischof von Ernakulam-Angamaly, Raphael Thattil.